# مری کی گیلارد
مری کی گیلارد (انگلیسی: Mary K. Gaillard) (با نام خانوادگی رالف؛ ۱ آوریل ۱۹۳۹ - ۲۳ مه ۲۰۲۵) یک فیزیک‌دان اهل ایالات متحده آمریکا بود، که به خاطر کارش در فیزیک ذرات شناخته می‌شد. او استاد دانشکده تحصیلات تکمیلی دانشگاه کالیفرنیا، برکلی، عضو مرکز فیزیک نظری برکلی و دانشمند مهمان در آزمایشگاه ملی لارنس برکلی بود. او اولین فیزیکدان زن شاغل در برکلی بود.
از جمله مشارکت‌های تأثیرگذار گیلارد می‌توان به پیش‌بینی جرم کوارک افسون قبل از کشف آن (با بنجامین دبلیو. لی)؛ پیش‌بینی رویدادهای ۳-جت (با جان الیس و گراهام راس)؛ و پیش‌بینی جرم کوارک b (با ام. اس. چانوویتز و الیس) اشاره کرد. زندگینامه گیلارد با عنوان «حرفه‌ای کاملاً غیرزنانه» در سال ۲۰۱۵ توسط مجله علمی جهانی منتشر شد.